# Programma Luna

Mappa dell'atterraggio delle sonde sul suolo lunare

Il Programma Luna (in russo Программа Луна?), detto anche Lunik in ambienti occidentali, è una serie di missioni senza equipaggio inviate dall'Unione Sovietica verso la Luna, tra il 1959 e il 1976.

## Storia
Quindici sonde ebbero successo e riuscirono a entrare in orbita o ad atterrare sulla Luna e furono delle apripista per l'esplorazione dello spazio. Le sonde eseguirono molti esperimenti sulla composizione chimica, sulla gravità, sulla temperatura e sulle radiazioni presenti sulla Luna. Ventiquattro sonde ricevettero la designazione Luna: in realtà vennero lanciate più sonde ma quelle che non riuscivano a raggiungere l'orbita non venivano riconosciute pubblicamente come Luna e quelle che fallivano il lancio e rimanevano nell'orbita bassa della Terra venivano designate Kosmos.
Luna 1 ha fallito la sua missione di schiantarsi sulla Luna finendo in orbita eliocentrica, diventando il primo oggetto artificiale a sfuggire dall'orbita terrestre. La seconda missione Luna 2 nel 1959 ha raggiunto il suo scopo di schiantarsi sulla Luna diventando il primo oggetto artificiale ad aver raggiunto un altro corpo celeste. Luna 3 ha orbitato intorno alla Luna ed è riuscita a scattare delle fotografie del lato nascosto della Luna fuori dall'orbita terrestre.
Luna 9 è stata la prima sonda ad essere riuscita ad effettuare un atterraggio morbido su un altro corpo planetario nel febbraio del 1966. Inviò a Terra cinque immagini stereoscopiche panoramiche della superficie lunare. L'anno successivo Luna 10 fu il primo satellite artificiale della Luna.
Luna 17 e Luna 21 trasportarono dei rover che atterrati sul suolo lunare effettuarono delle perlustrazioni (vedi il programma Lunochod).
Uno dei maggiori successi del programma Luna è stata la capacità di prelevare delle rocce lunari e riportarle sulla Terra per la prima volta nel 1970.
Bisogna notare che i successi del programma Luna furono messi in ombra dal programma Apollo della NASA che nello stesso periodo interessava la Luna. Effettivamente le sonde Luna 16, Luna 20 e Luna 24 riportarono 326 grammi di roccia lunare recuperate in modo automatico, mentre il programma Apollo riportò sulla Terra più di 380 chilogrammi di rocce lunari scelte dagli astronauti. Comunque l'esplorazione con sonde e rover è la strada principale dell'esplorazione spaziale e in questo campo il programma Luna fu un precursore.
|                    | Esito | Missione                          |
| ------------------ | --- | --------------------------------- |
| Luna 1958A         | Lancio fallito il 23 settembre 1958                                                                                 | Impatto con la Luna               |
| Luna 1958B         | Lancio fallito il 11 ottobre 1958                                                                                   | Impatto con la Luna               |
| Luna 1958C         | Lancio fallito il 4 dicembre 1958                                                                                   | Impatto con la Luna               |
| Luna 1             | Lanciato il 2 gennaio 1959                                                                                          | Impatto con la Luna / Sorvolo     |
| Luna 1959A         | Lancio fallito il 18 giugno 1959                                                                                    | Impatto con la Luna               |
| Luna 2             | Lanciato il 12 settembre 1959 Impatto: 14 settembre, Palus Putredinis                                               | Impatto con la Luna               |
| Luna 3             | Lanciato il 4 ottobre 1959                                                                                          | Sorvolo della Luna                |
| Luna 1960A         | Lancio fallito il 15 aprile 1960                                                                                    | Sorvolo della Luna                |
| Luna 1960B         | Lancio fallito il 19 aprile 1960                                                                                    | Sorvolo della Luna                |
| Luna - Sputnik 25  | Lanciato il 4 gennaio 1963 Fallita l'uscita orbitale dalla Terra, si è dissolto in atmosfera il giorno dopo         | Allunaggio                        |
| Luna 1963B         | Lancio fallito il 3 febbraio 1963                                                                                   | Allunaggio                        |
| Luna 4             | Lanciato il 2 aprile 1963                                                                                           | Sorvolo / Allunaggio              |
| Luna 1964A         | Lancio fallito il 21 marzo 1964                                                                                     | Allunaggio                        |
| Luna 1964B         | Lancio fallito il 20 aprile 1964                                                                                    | Allunaggio                        |
| Zond 1964A         | Lancio fallito il 4 giugno 1964                                                                                     | Allunaggio                        |
| Luna - Kosmos 60   | Lanciato il 12 marzo 1965 Fallita l'uscita orbitale dalla Terra, si è dissolto in atmosfera cinque giorni dopo      | Allunaggio                        |
| Luna 1965A         | Lancio fallito il 10 aprile 1965                                                                                    | Allunaggio                        |
| Luna 5             | Lanciato il 9 maggio 1965 Impatto nel Mare Nubium                                                                   | Allunaggio                        |
| Luna 6             | Lanciato l'8 giugno 1965 Luna mancata                                                                               | Allunaggio                        |
| Zond 3             | Lanciato il 18 luglio 1965                                                                                          | Sorvolo della Luna                |
| Luna 7             | Lanciato il 4 ottobre 1965 Impatto nell'Oceanus Procellarum                                                         | Impatto con la Luna               |
| Luna 8             | Lanciato il 3 dicembre 1965 Impatto nell'Oceanus Procellarum                                                        | Impatto con la Luna               |
| Luna 9             | Lanciato il 31 gennaio 1966 Allunato il 3 febbraio 1966 nell'Oceanus Procellarum                                    | Allunaggio                        |
| Luna - Kosmos 111  | Lanciato il 1º marzo 1966 Fallita l'uscita orbitale dalla Terra, si è dissolto in atmosfera due giorni dopo         | Orbita lunare                     |
| Luna 10            | Lanciato il 31 marzo 1966                                                                                           | Orbita lunare                     |
| Luna 1966A         | Lancio fallito il 30 aprile 1966                                                                                    | Orbita lunare                     |
| Luna 11            | Lanciato il 24 agosto 1966                                                                                          | Orbita lunare                     |
| Luna 12            | Lanciato il 22 ottobre 1966                                                                                         | Orbita lunare                     |
| Luna 13            | Lanciato il 21 dicembre 1966 Allunato il 24 dicembre nell'Oceanus Procellarum                                       | Allunaggio                        |
| Zond 1967A         | Lancio fallito il 28 settembre 1967                                                                                 | Test di volo sulla Luna           |
| Zond 1967B         | Lancio fallito il 22 novembre 1967                                                                                  | Test di volo sulla Luna           |
| Luna 1968A         | Lancio fallito il 7 febbraio 1968                                                                                   | Test di volo sulla Luna           |
| Luna 14            | Lanciato il 7 aprile 1968                                                                                           | Orbita lunare                     |
| Zond 1968A         | Lancio fallito il 23 aprile 1968                                                                                    | Test di volo sulla Luna           |
| Zond 1969A         | Lancio fallito il 20 gennaio 1969                                                                                   | Sorvolo della Luna e ritorno      |
| Luna 1969A         | Lancio fallito il 19 febbraio 1969                                                                                  | Rover lunare                      |
| Zond L1S-1         | Lancio fallito il 21 febbraio 1969                                                                                  | Orbita lunare                     |
| Luna 1969B         | Lancio fallito il 15 aprile 1969                                                                                    | Missione con ritorno dalla Luna   |
| Luna 1969C         | Lancio fallito il 14 giugno 1969                                                                                    | Missione con ritorno dalla Luna   |
| Zond L1S-2         | Lancio fallito il 3 luglio 1969                                                                                     | Orbita lunare                     |
| Luna 15            | Lanciato il 13 luglio 1969                                                                                          | Orbita lunare / Allunaggio        |
| Luna - Kosmos 300  | Lanciato il 23 settembre 1969 Fallita l'uscita orbitale dalla Terra, si è dissolto in atmosfera quattro giorni dopo | Missione con ritorno dalla Luna   |
| Luna - Kosmos 305  | Lanciato il 22 ottobre 1969 Fallita l'uscita orbitale dalla Terra, si è dissolto in atmosfera due giorni dopo       | Missione con ritorno dalla Luna   |
| Luna 1970A         | Lancio fallito il 6 febbraio 1970                                                                                   | Missione con ritorno dalla Luna   |
| Luna 1970B         | Lancio fallito il 19 febbraio 1970                                                                                  | Orbita lunare                     |
| Luna 16            | Lanciato il 12 settembre 1970 Allunato il 20 settembre nel Mare Fecunditatis Tornato sulla Terra il 24 settembre    | Missione con ritorno dalla Luna   |
| Zond 8             | Lanciato il 20 ottobre 1970                                                                                         | Sorvolo della Luna e rientro      |
| Luna 17 Lunochod 1 | Lanciato il 10 novembre 1970 Allunato il 17 novembre nel Mare Imbrium                                               | Rover Lunochod 1                  |
| Luna 18            | Lanciato il 2 settembre 1971 Impatto nel Mare Fecunditatis                                                          | Missione con ritorno dalla Luna   |
| Luna 19            | Lanciato il 28 settembre 1971                                                                                       | Orbita lunare                     |
| Luna 20            | Lanciato il 14 febbraio 1972 Allunato il 21 febbraio nel Mare Fecunditatis Tornato sulla Terra il 25 febbraio       | Missione con ritorno dalla Luna   |
| Soyuz L3           | Lancio fallito il 23 novembre 1972                                                                                  | Orbita lunare                     |
| Luna 21 Lunochod 2 | Lanciato l'8 gennaio 1973 Allunato il 15 gennaio nel cratere Le Monnier                                             | Rover Lunochod 2                  |
| Luna 22            | Lanciato il 2 giugno 1974                                                                                           | Orbita lunare                     |
| Luna 23            | Lanciato il 28 ottobre 1974 Allunato nel Mare Crisium                                                               | Allunaggio con ritorno dalla Luna |
| Luna 1975A         | Lancio fallito il 16 ottobre 1975                                                                                   | Allunaggio con ritorno dalla Luna |
| Luna 24            | Lanciato il 14 agosto 1976 Allunato il 18 agosto nel Mare Crisium Ritorno di campioni a Terra eseguito il 22 agosto | Missione con ritorno dalla Luna   |